# جامعة تورينو
جامعة تورينو (بالإيطالية: Università degli Studi di Torino، وتختصر إلى UNITO) هي جامعة إيطالية مقرها مدينة تورينو. وهي واحدة من أقدم جامعات أوروبا التي ما تزال تمارس دورها البحثي والتعليمي.

## كليات ووحدات الجامعة

### كليات الحرم الجامعي الرئيس في تورينو
تنقسم جامعة تورينو إلى 55 قسمًا تتوزع على 13 كلية هي:
- كلية الزراعة
- كلية الاقتصاد
- كلية التربية
- كلية اللغات والآداب الأجنبية
- كلية القانون
- كلية الآداب والفلسفة
- كلية العلوم الرياضية والفيزياء والعلوم الطبيعية
- كلية الطب والجراحة
- الكلية الثانية للطب والجراحة (كلية القديس لويجي غونزاغا)
- كلية الصيدلة
- كلية العلوم السياسية
- كلية علم النفس
- كلية الطب البيطري

### الوحدات الخاصة
أنشأت الجامعة ـ إلى جانب الكليات المذكورة سابقًا ـ مدارس خصصت لدراسة مجالات أكاديمية معينة، إما بشكل مستقل أو بالاشتراك مع مؤسسات علمية أخرى. وتشمل هذه المدارس في الوقت الحالي:
- المدرسة المشتركة للتقنيات الحيوية
- المدرسة المشتركة لعلوم السيارات
- المدرسة المشتركة للدراسات الإستراتيجية
- مدرسة الأعمال
- مركز الدراسات المتقدمة للصين المعاصرة
- المدرسة المشتركة للتخصص لمعلمي المدارس الثانوية
- مدرسة علم النفس التطبيقي
- المدرسة الدولية للدراسات المتقدمة بجامعة تورينو
- المدرسة المشتركة للتحليل المقارن للمؤسسات والاقتصاد والقانون
- مركز العلوم المعرفية

## كليات خارج تورينو
تضم الجامعة عددًا من الكليات الواقعة خارج مدينة تورينو (ومعظمها في إقليم بييمونتي)، وتختص هذه الكليات بدراسة كل من:
- الزراعة: في أستي وألبا وبيفيرانيو وسالوتسو وفوسانو وفيرزولو وأورميا وسانريمو
- الاقتصاد: في أستي وبينيرولو وبييلا
- علم الأدوية: في سافيليانو
- القانون: في كونيو
- الآداب والفلسفة: في إفريا وبييلا
- الطب والجراحة: في أورباسانو وكونيو وأوستا
- الطب البيطري: في موريتا وأستي
- علوم التربية: في سافيليانو
- العلوم السياسية: في إفريا وكونيو وبييلا

## مشاهير الخريجين
تعد جامعة تورينو مركزًا تعليميًا مرموقًا في إقليم بييمونتي وواحدة من أقدم جامعات إيطاليا، وقد خرجت الجامعة زخمًا من الشخصيات البارزة، من بينهم عدد من رؤساء وزراء إيطاليا، وثلاثة من الحائزين على جائزة نوبل، ومحامون وفلاسفة وكُتاب، ومن أبرز هؤلاء:
- إراسموس: فيلسوف ورجل دين كاثوليكي ولاهوتي هولندي من أعلام عصر النهضة
- أنطونيو غرامشي: فيلسوف ومناضل ماركسي إيطالي.
- أومبرتو إكو: فيلسوف إيطالي، وروائي وباحث في القرون الوسطى.
- جيوسيبي بيانو: عالم رياضيات إيطالي.
- جيوفاني جوليتي: رئيس وزراء إيطاليا لخمس مرات.
- ريتا ليفي مونتالشيني: طبيبة أعصاب إيطالية. حصلت على جائزة نوبل في الطب عام 1986.
- ريناتو دولبيكو: عالم فيروسات إيطالي. حصل على جائزة نوبل في الطب سنة 1975.
- سلفادور لوريا: عالم أحياء دقيقة أمريكي، إيطالي المولد، فاز بجائزة نوبل في الطب سنة 1969.
- ماركو ترافاليو: صحفي إيطالي.

## من مشاهير الأساتذة
- أميديو أفوجادرو: صاحب قانون أفوجادرو.
- ماريو مونتي: رئيس وزراء إيطاليا الأسبق، عمل محاضرًا في علم الاقتصاد بالجامعة بين عامي 1970 و1985.

## وصلات خارجية
- الموقع الرسمي للجامعة